# جيوفري بالمر
جيوفري بالمر (بالإنجليزية: Geoffrey Palmer) (و. 1942 – م) هو سياسي، وأستاذ جامعي، ومحامي، وقاضي، من نيوزيلندا، ولد في نيلسون (مدينة).

## مهنته السياسية

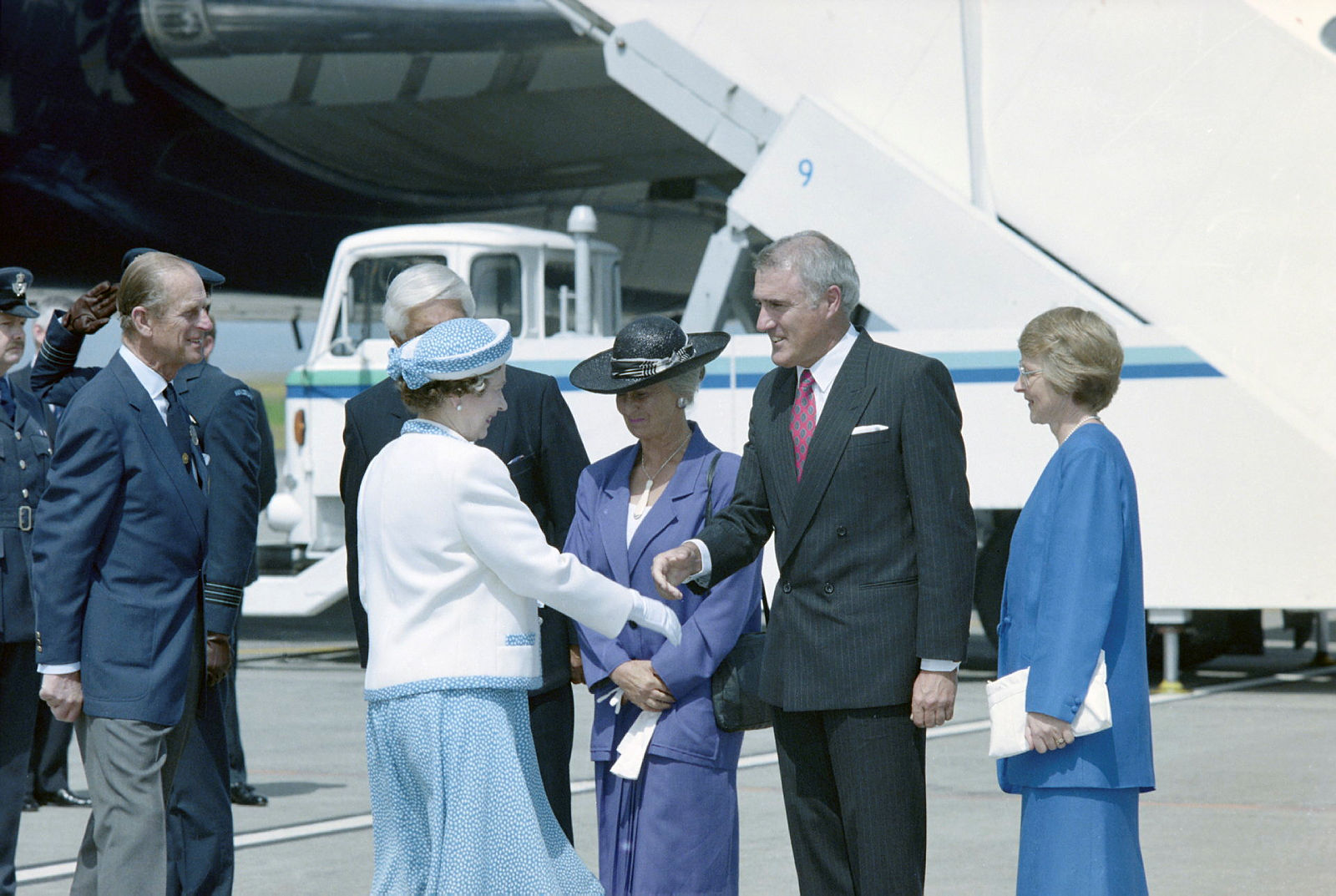
الملكة إليزابيث الثانية أثناء لقائها برئيس الوزراء جيفري بالمر عقب وصولها إلى مطار أوكلاند الدولي.

### عضو في البرلمان
في انتخابات عام 1979، انتُخب بالمر لعضوية البرلمان كعضو في مجلس مدينة كرايست تشيرش المركزية، بعد أن كان مرشحًا عن حزب العمال. في مارس من عام 1981، ترفَّع إلى حكومة الظل كناطق رسمي باسم الشؤون الدستورية والمتحدث باسم مكتب العدالة. بعد خسارة حزب العمال غير المتوقعة في الانتخابات العامة التي جرت عام 1981، حصل بالمر على حقيبة الرعاية الاجتماعية والتعويض عن الحوادث.
في عام 1983، ترشح بالمر لمنصب نائب قيادة الحزب. في مسابقة ثلاثية كان فيها جميع المرشحين من كريستشرش لتعكس التناسب الجغرافي، خسر بالمر في الاقتراع الأول لصالح عضو البرلمان البابنوي مايك مور. أُقصيت آن هركوس، عضو البرلمان اليتلتوني في الاقتراع الثاني إذ صوَّت مؤيديها لصالح بالمر، الذي فاز على مور بصوت واحد. وبالتالي أصبح نائب زعيم المعارضة.
عندما فاز حزب العمال في الانتخابات العامة عام 1984، أصبح بالمر نائبًا لرئيس وزراء حكومة العمال الرابعة. تقلَّد أيضًا منصبي النائب العام ووزير العدل. وقد أنشأ وزير العدل الجديد، الذي روَّج للتمثيل النسبي كأستاذ للقانون في كتابه «السلطة المُطلقة؟» عام 1984، لجنة ملكية للتحقيق في النظام الانتخابي واقتراح التعديلات أو البدائل عنها. وقد أقرَّت اللجنة الملكية التابعة له في ديسمبر عام 1986، وأوصت بنظام التمثيل النسبي المختلط الأعضاء. وبعد انتخابات عام 1987، عندما أُعيد انتخاب حزب العمال، أصبح بالمر وزيرًا للبيئة، وهو المجال الذي كان يهتم به على الصعيد الشخصي.

### بعد انتخابه في عضوية البرلمان
بعد ذلك، استمر بالمر في العمل كأستاذ للقانون في جامعة فيكتوريا مرة أخرى. وقد شغل أيضًا منصب أستاذ القانون في جامعة آيوا وعمل لفترة طويلة نسبيًا في منصب مستشار قانوني. أثناء عمله في جامعة آيوا، درَّس بالمر محاضرات عن القانون الدولي وقضايا البيئة العالمية، فضلًا عن قيامه بدورة مصغرة لمدة أسبوعين فقط تكلم فيها عن محكمة العدل الدولية. وقد تم اعتماد نظام التمثيل النسبي المختلط الذي ساعد بالمر على تعزيزه في استفتاء أجري عام 1993. في عام 1994، أسَّس بالمر شركة تشن بالمر وشركائه، وهي شركة متخصصة في القانون العام بدأها مع المحامي ماي تشن من ويلينجتون. في سبتمبر من عام 2001، تقَّلد بالمر منصب الأمين العام المؤسس لمعهد موتو لأبحاث السياسات الاقتصادية والعامة، وفي ديسمبر من عام 2002، عُين بالمر ممثلًا لنيوزيلندا لدى الوكالة الدولية لصيد الحيتان (آي دبليو سي). واصل بالمر مشاركاته وتعلينه في جامعة فيكتوريا في ولينغتون إذ كان يعمل بصفة منتظمة كخبير استشاري في مسائل القانون العام والقانون الدستوري. تقلَّد ابنه ماثيو بالمر أيضًا منصب الموظف الأكاديمي والعلمي، ومن ثم تم تعيينه في منصب قاضي في المحكمة العليا.

## جوائز
حصل على جوائز منها:
- نيشان القديسان ميخائيل وجرجس من رتبة فارس قائد
- وسام أستراليا.

## روابط خارجية
- جيوفري بالمر على موقع الموسوعة البريطانية (الإنجليزية)
- جيوفري بالمر على موقع مونزينجر (الألمانية)
- جيوفري بالمر على موقع إن إن دي بي (الإنجليزية)